# ベタインアルデヒドデヒドロゲナーゼ
ベタインアルデヒドデヒドロゲナーゼ（betaine-aldehyde dehydrogenase）は、グリシン、セリン、トレオニン代謝酵素の一つで、次の化学反応を触媒する酸化還元酵素である。
ベタインアルデヒド + NAD+ + H2O {\displaystyle \rightleftharpoons } ベタイン + NADH + 2 H+
反応式の通り、この酵素の基質はベタインアルデヒドとNAD+と水、生成物はベタインとNADHとH+である。
組織名はbetaine-aldehyde:NAD+ oxidoreductaseで、別名にbetaine aldehyde oxidase, BADH, betaine aldehyde dehydrogenase, BetBがある。